# Вавелска катедрала
Архикатедралната базилика „Св. св. Станѝслав и Ва̀цлав“ (на полски: Bazylika archikatedralna św. Stanisława i św. Wacława), позната също като Вавелската катедрала (на полски: Katedra Wawelska), е християнски храм, разположен на хълма Вавел в Краков, Полша. Тя е архикатедрала на Краковската архиепархия.
Храмът е полска национална светиня с 1000-годишна история. Бил е традиционно място за коронация и погребение на полските крале.

## История
Сегашната готическа катедрала е 3-та сграда на това място. Първата е построена и унищожена през XI век, а втората, построена през XII век, е унищожена от пожар през 1305 г. Изграждането на действащата катедрала започва през XIV век по нареждане на епископ Нанкер.

## Погребани
В криптата под Вавелската катедрала са гробниците на полски видни личности – главно крале, но и национални герои, революционери, генерали, включително и владетелите на Жечпосполита като Ян III Собиески и неговата съпруга Мария Кажимера, останките на Тадеуш Косцюшко – лидер на полския национален бунт и бригаден генерал от Американската война за независимост; националните бардове: Адам Мицкевич (положен там през 1890 г.) и Юлиуш Словацки (1927), както и Владислав Сикорски – министър-председател на полското правителство в изгнание и главен командир на полските въоръжени сили, заедно с маршал Йозеф Пилсудски – основател на Втората полска република.
Очаквало се е, че етническият поляк папа Йоан Павел II ще бъде погребан в криптата, а някои в Полша са се надявали, че по стара традиция неговото сърце ще бъде пренесено там и пазено заедно с останките на великите полски владетели. Йоан Павел II обаче е погребан под базиликата „Св. Петър“ във Ватикана – мястото за папски погребения от древността.
Полски крале
- Владислав I Локетек
- Кажимеж III Велики
- Ядвига Анжуйска
- Владислав II Ягело
- Владислав III
- Кажимеж IV Ягелончик
- Ян I Олбрахт
- Зигмунт I Стари
- Зигмунт II Август
- Стефан Батори
- Анна I Ягелонка
- Сигизмунд III
- Владислав IV Васа
- Ян II Кажимеж
- Михал Корибут
- Ян III Собиески
- Август II

Полски светци
- Свети Станислав
- Ядвига Полска

Други знаменитости
- Адам Стефан Сапиеха
- Тадеуш Костюшко
- Йозеф Пилсудски
- Владислав Сикорски
- Йозеф Понятовски
- Адам Мицкевич
- Лех Качински и съпругата му Мария Качинска
- Юлиуш Словацки
- Циприан Норвид (пръст от гроба му във Франция)

## Галерия
- Саркофагът на Владислав I Локетек
- Саркофагът на Кажимеж III Велики
- Саркофагът на Ядвига Анжуйска
- Саркофагът на Владислав II Ягело
- Кенотафът на Владислав III